# 村上佳蓮
村上 佳蓮（むらかみ かれん、2001年〈平成13年〉5月14日 - ）は、日本のモデル、アイドル、インフルエンサー。東京都出身。慶應義塾大学商学部在学中。

## 来歴
大学受験を失敗し、経済的理由から予備校に通わずに自宅浪人で勉強し、慶應義塾大学への合格を果たす。「自分の経験を通じて、誰かに生きる希望を届ける存在になりたい」という想いを胸にSNSで発信を始め、さらにアイドル、モデル、女優、ミスコンなど多様な活動に挑戦し始める。
2024年、『ミス・チャイナドレス日本大会2024』にて「2024特別賞・青島ビール賞」を受賞する。
2024年10月、『2024 TOEFLの日記念 Speakingチャレンジ動画コンテスト』で学生部門グランプリを獲得。
2024年11月、『MISS CIRCLE CONTEST 2024』セミファイナリスト。
2025年1月 SHIBUYA ARTIST SUMMIT 2025 ランウェイ出演。
2025年、『2025ベスト・オブ・ミス東京大会』でグランプリを獲得。『2025ミス・ユニバーシティ東京』として選ばれる（「村上かれん」名義）。また、横浜開港祭の魅力を発信する広報担当「第44回横浜開港祭親善大使」に任命される。
2025年4月公開の舞台『SAKURA GIRLS』のヒロイン役に抜擢される。
2025年5月9日 ミス・ヴィヴィアナ・ジャパン2025 出場 
ミス・スポーツ、ミス・イングリッシュ受賞
2025年5月ラジオ「エフエム戸塚」出演。
2025年5月ラジオ「マリンFM」出演。
2025年5月21日 FMヨコハマ ちょうどいいラジオ 出演。
2025年6月2日、J:COMチャンネル・J:テレ 「ドリーム・オブ・ハーモニー」出演。
2025年7月31日、ミス慶應SFC 2025 ファイナリストとして活動開始。
2025年8月10日、TBS アッコにおまかせ！ 出演

## 出演

### ミスコン
- ミスチャイナドレスコンテスト2024 特別賞 青島ビール賞[13]
- 2025ベスト・オブ・ミス東京大会 グランプリ
- 2025ミスユニバーシティ東京
- 第44代横浜開港祭親善大使
- ミス・ヴィヴィアナ・ジャパン2025 特別賞 ミス・スポーツ、ミス・イングリッシュ受賞[5][6]
- ミス慶應SFCコンテスト2025 エントリーNo.1[14]

### テレビ
- アッコにおまかせ！ カラオケステージ＆バー VSING 渋谷 取材（2025年8月10日、TBS）出演　https://x.com/misssfc2025_01/status/1954386879471820879?s=46

### ラジオ
- 戸塚井戸端会議（2025年5月13日、エフエム戸塚）出演[9]。
- ハンマーヘッドサウンドクルーズ（2025年5月15日、マリンFM）出演[15]
- ちょうどいいラジオ（2025年5月21日、FMヨコハマ） 出演[16]

### 英語コンテスト
- 2024 TOEFLの日記念 Speakingチャレンジ動画コンテスト 学生部門 グランプリ[17]

### イベント
- 鉄道むすめ「春日部しあ」「栗橋あかな」　新制服お披露目会　ファッションショー、貸し切り列車ツアー[18]

### 舞台
- 『SAKURA GIRLS』ヒナ・マリナ役（2025年4月）[19]

### ファッションショー
- SHIBUYA ARTIST SUMMIT 2025

ファッションブランドYOLSE・アーティストRYO ランウェイ

### 第44回横浜開港祭親善大使
- 横浜エクセレンス ハーフタイムPR（2025年4月5日、横浜武道館）[21]
- 横浜ビー・コルセアーズ 試合前PR（2025年4月6日、 横浜国際プール）[22]
- 横浜野毛山動物園（2025年4月12日）[23]
- 新横浜ラーメン博物館（2025年4月17日）[24]
- Drone Soccer体験（2025年4月19日）[25]
- 横浜市歌ダンス・ステージPR（2025年4月26日、 ららぽーと横浜）[26]
- こどもの国 (2025年4月27日) [27]
- 横浜市消防局（2025年4月28日）[28][29]
- 横浜キヤノンイーグルス 試合会場PR (2025年5月4日、秩父宮ラグビー場)  [30]
- 元町安心・安全パレード 田邊消防署長に花束贈呈 (2025年5月5日)[31]
- ワールドトライアスロン横浜大会 ステージPR（2025年5月17日)[32]
- 第12回石川町裏フェス ステージPR（2025年5月18日)[33]
- ハマフェスY166 ステージPR（2025年5月25日、山下公園メインステージ) [34]
- 第44回横浜開港祭 （2025年5月31日〜6月2日、臨港パーク）
- 横浜開港祭開会宣言 登壇 (205年5月31日、臨港パークメインステージ)
- 次世代デジタルチャンバラ SASSEN 体験 (205年5月31日、ハーバーラウンジ)[35][36]
- 第44回横浜開港祭親善大使ダンス （2025年6月2日、臨港パークメインステージ）
- ドリーム・オブ・ハーモニー（2025年6月2日、臨港パークメインステージ）

### 学生リポーター
Scketto
- 「クリエーターズフリマ」取材[37]
- COSME LAB PRESENTS Beauty in Wonderland 取材[38]

探究ゼミ
https://note.com/murakamikaren/n/ncdbfc77fc9a4

## 資格
- 英検準1級
- 日本化粧品検定1級、2級、3級
- 慶應義塾大学商学部 選抜型国際プログラム「Global Passport Program」（GPP）修了[39]
- 慶應GIC（Global Interdisciplinary Courses）取得[40]